# Альма — Марсо (станция метро)
Альма — Марсо (фр. Alma - Marceau) — станция линии 9 Парижского метрополитена, расположенная на границе VIII и XVI округов Парижа. Своё название получила по расположенным рядом мосту Альма и Авеню Марсо. На противоположном берегу Сены располагается станция линии C RER Пон д'Альма, на которую возможна пешеходная пересадка, не обозначаемая на официальных схемах RATP. 

## История
- Открыта 27 мая 1923 года в составе пускового участка Трокадеро — Сент-Огюстен.
- Пассажиропоток по станции по входу в 2011 году, по данным RATP, составил 4 080 301 человек[2]. В 2013 году этот показатель снизился до 4 060 044 пассажиров (118 место по уровню пассажиропотока в Парижском метро)[3].

## Особенности и достопримечательности
- Рядом со станцией метро располагается мост Альма, под которым в 1997 году произошла автомобильная авария, унёсшая жизнь принцессы Дианы
- От станции метро начинается туристический маршрут к Эйфелевой башне на противоположном берегу Сены.

## Галерея
- Лестничный сход